# Uiraúna
Uiraúna este un oraș în Paraíba (PB), Brazilia.